# Антоније Орешковић
Антоније-Анте В. Орешковић (Двор на Уни, 1829 – Београд, 1906) био је пуковник српске војске, обавештајац, дипломата и војни теоретичар.

## Порекло и породица
Рођен је 7. јануара 1829. године у Двору на Уни (на Банији) у српској граничарској породици у Војној крајини, која је била католичког верског опредељења.
Како је убрзо након његовог рођења био дан Св. Антонија (17. јануара 1829. године), њему су родитељи дали име – Антоније. Антин отац Вук Орешковић био је граничарски официр, те је син следио оца са избором занимања.
Орешковићи (породична грана Антонија) су племићка породица потекла од Михаила Орешковића (од Прозора) и његове браће (генерала Томе Орешковића, Данијела и Илије Орешковића).
На породичном грбу Антонија Орешковића, у горњем пољу, налазе се две одсечене турске главе са турбанима.
Први забележени представник ове породице је Ђорђе Орешковић, који се (1498. и 1509. године) спомиње уз Јована Сербљина, као становник у српском селу Потоку (на планини Калник у данашњој Републици Хрватској), а том приликом се за Орешковића посебно наглашава да је такође Рашанин.
Стјепан Павичић (1887-1973), познати хрватски историчар и академик ЈАЗУ када набраја војничке породице (на основу пописа становништва из 1644. године), које су се населиле Оточцу у Лици (између 1551. и 1644. године) он уз Колаковиће, Никшиће, Остојиће и Рајковиће помиње као велики род – Орешковиће, који су се касније разгранали (по Војној крајини).
Када спомиње досељавање Никшића и Орешковића на Компољско поље (у насеље Компоље), историчар Павичић наводи следеће: »U prvom redu novog je stanovništva steklo veliko plodno Kompoljsko polje, na kojem je od seobe u 1611. već živjelo petnaestak srpskih rodova.«

## Образовање и војна каријера у Аустријском царству
Након завршене гимназије и потом Терезијанске војне академије (скр. TherMilAk) у Бечком Новом Месту, добио је 1847. године чин пешадијског потпоручника аустријске војске.
Мађарска револуција 1848. године

У Аустријско-мађарском рату од 1848. до 1849. године, Орешковић је био водни официр аустријске војске.

Од 1858. године успоставља контакт (и започиње сарадњу) са Илијом Хаџи-Милутиновићем Савићем - Гарашанином (1812-1874) у циљу реализације његовог националног програма („Начертаније“ из 1844. године) усмереног на ослобођење и уједињене расцепканог српског етничког корпуса на Балканском полуострву (Гарашанин је из „Начертанија“ свесно изоставио ослобођење од Аустријског царства (1804-1867), јер није желео рат на два фронта).
Управо је Гарашанин испланирао да се веома способни Орешковић заврбује да ради за Кнежевину Србију.

Аустријско-сардинијски рат 1859. године

Орешковић учествује (1859) и у Француско-аустријском рату (сардинијски рат).
Од 1853. до 1862. године службује у Војној крајини (1538–1881), као активни официр Аустријског царства.

Док је са аустријском војском ратовао по Апенинском полуострву, дошао је у додир са италијанским револуционарима и упознао се са завереничким радом карбонара (италијанског тајног друштва), што ће пресудно утицати на цео његов каснији живот.
Иницијатор завере граничара против Аустрије

У јулу 1859. године, по повратку из рата (који се водио на северу данашње Италије), Антоније је био прожет панславистичким идејама и почео је да ради на завери против Хабзбурговаца, тражећи присталице међу својим сународницима Србима, али и међу суседним Хрватима, а ступао је у контакт и са босанским беговима радећи на идеји југословенске војне акције.

Пошто су аустријске власти посумњале у њега и његове пријатеље из „Другог банијског граничарског пешадијског пука“ у Петрињи, те су их прекомандовали на различита места.

Орешковића су прекомандовали у Моравску, а он је као капетан долазио у Беч, где се упознао са филологом Вуком Стефановићем Караџићем (1787-1864), који га је убрзо упознао са кнезом Михаилом М. Теодоровићем Обреновићем (1823-1868).

Кнез Михаило и Антоније Орешковић постаће од тада велики пријатељи, односно Орешковић ће постати кнезов најоданији сарадник.

## Војна каријера у Кнежевини Србији и Краљевини Србији
Аустријске власти су позвале (1862) у Загреб Анту Орешковића, али је он одбио да тамо оде, јер је знао да су откривене његове антихабзбуршке активности међу граничарима.
У априлу 1862. године, Орешковић на позив Михаила Обреновића, кнеза Србије (владао: 1839-1842 и 1860-1868), напушта војну службу у Аустрији и прелази у српску војску (где добија чин пешадијског мајора).

Војне дужности у Србији:

- Од априла до јуна 1862. године ставио се на располагање министру војном и министру иностраних послова за изванредне мисије (борави ван Кнежевине Србије)
- Од јуна (у време сукоба Срба и Турака) до новембра 1862. године био је командант Добровољачког кора
- Од новембра 1862. године до 15. маја 1876. године поново је био на располагању министру војном и министру иностраних послова
- У чин пуковника унапређен је 15. маја 1876. године
- Од 15. маја 1876. до 1. јула 1876. године био је начелник штаба Дринске војске био је комесар у Видину (Турско царство: 1299-1922)
- Од 1. децембра 1876. године до 1. јуна 1877. године био референт пешадије у Министарству одбране
- Од 1. јуна 1877. године до октобра 1877. године био је заступник команданта Дринске војске и помоћник у штабу Врховне команде
- Од октобра 1877. године до новембра 1877. године био је командант Моравске дивизије
- Од 15. новембра 1878. године био је командант Дринске дивизије
- Од 1880. године до 1885. године био је командант Дунавске дивизијске области
- Од 1885. године до 1886. године био је командант Дринске дивизијске области
- У Српско-бугарском рату (1885) био је командант Дринске дивизије
- Пензионисан је 27. априла 1888. године[24][25]

Као заклети противник Аустрије, Антоније Орешковић је отворено изражавао своје неслагања са аустрофилском политиком Милана М. Теодоровића Обреновића (1854-1901), краља Србије (владао: 1882-1889), који је чак 1883. године доставио бечком двору и Гарашаниново „Начертаније“, чиме је посебно разљутио Орешковића, који је његовој реализацији посветио готово цео свој радни век.

У сукобу краљице Наталије (Кешко) Обреновић (1859-1941) са краљем „по питању развода“ (због његовог неверства), који је крајем 19. века потресао целу државу, пуковник Орешковић је без двоумљења држао страну краљици.

Због свега наведеног (упркос бројним војним заслугама), краљ Милан Обреновић га није унапредио у генерала, већ га је 1888. године пензионисао.

Одмах потом и краљ је био приморан да абдицира (1889).

## Обавештајно-национални рад
Формално, Орешковић је био човек кнеза Михаила Обреновића, али de facto, он је главни оперативац и реализатор војнообавештајних активности Илије Гарашанина и Матије Бана (1818-1903), иза којих је стајао српски кнез.

Кнез Михаило га доводи у српску престоницу Београд, да би својим богатим војним искуством припремио Србију за ослободилачке ратове против турског окупатора.

О уједињењу српског етничког корпуса у једну државу, Антоније Орешковић у својој књизи „Славенска задруга“ (1872) наводи следеће:
»Осматравши овако на кратко све постојеће како спољне тако и нутрашње одношаје србства се тицајуће ја опетујем: да би се Србство могло одвојено и понаособ за се сложити и сајединити у једно тело, самосталну србску државу, ваљало би за то претпоставити у првом реду, да је међу собом сложно, онда да стиша супарништво Хрвата и Бугара, и напоследку да побједи Аустро-Унгарску и Турску, и иза Аустрије стојећу Немачку; јер Аустрија да се распадне пре но што је своју немачку Мисију извршила, то у Берлину имаду ли само снаге, дозволити неће.«
Капетан Орешковић је још пре преласка у Србију, обезбедио везу (1858) кнезу Милошу Теодоровићу Обреновићу (1780-1860) са поморским паробродским капетаном Франческом-Франом П. Франасовићем (1802-18??), далматинским Србином (пореклом са Корчуле и Брача), а у то време (по професионалној формацији) линијским инспектором (филијала у Оршави) аустријског Првог дунавског паробродског друштва (скр. DDSG), одакле је српском кнезу достављао мноштво важних информација, јер је у ђердапском крају он имао своју приватну обавештајну мрежу.

Војно-дипломатска игра Гарашанина, после оружаног инцидента код Чукур чесме, (и каснијег бомбардовања Београда), која је 1862. године довела до делимичног повлачења Турака из Кнежевине Србије, представљала је прво успешно ангажовање
Орешковића.
Србија је очекивала да ће из овог турског инцидента (поред оних у Београду, сукоба је било и у унутрашњости кнежевине) произаћи шири ратни сукоб на Балкану, па се за њега и убрзано припремала.
Енглеска и Аустрија су стале уз Турску, па је епилог ових догађаја било турско напуштање две тврђаве (Ужице и Соко), које ће бити уништене, као и исељење турског становништва (које је Србија морала да обештети).
Народна војска Кнежевине Србије је имала две велике мане: (1) недостатак квалитетног официрског кадра и (2) недостатак модерног наоружања.
С обзиром, да је прво једино могла добити из Војне границе, српска влада је поверила Орешковићу задатак, да организује акцију у том правцу, а оружје је тражено од Руске империје (1721-1917).

На плану остварења српских националних интереса, кроз свој обавештајни рад (као и постигнутим резултатима) Орешковић је трасирао пут будућим српским обавештајцима као што су Јован С. Миловановић (1845-1933), Радомир Д. Путник (1847-1917), Драгутин Т. Димитријевић - Апис (1876 -1917), Душан Радовић - Кондор (19??-1944) и Жарко Тодоровић (1908-2000).

## Тајна агентурна мрежа и Добровољачки кор
У склопу припрема војске Србије за будуће оружане сукобе са Турцима, Анте Орешковић је одржавао тајне везе српске владе са истакнутим српским официрима (православцима и католицима) у Војној крајини, односно, био је главна личност у оперативним (тајним) пословима српске владе са граничарима.
Орешковићев задатак састојао се у томе да организује врбовање граничара, њихово пребацивање у Србију и потом уврштење истих у један Добровољачки кор(пус) дислоциран у Ваљеву.

У највећим градовима Војне границе, Антоније ствара тајне одборе за врбовање или упућује емисаре из Србије да на томе раде.

Важан је био одбор у Карловцу, који су чинили локални родољуби Едмунд Ковачић (велетрговац из Осијека), Маша Соларж, Густав Пфајфингер (касније се одселио у Сисак) и Петар Узелац (трговац из Карловца).

Овај одбор је успео да прокријумчари оружје и муницију у Србију.
У Босанском Броду, акцију су успешно водили поручник Сима Јовановић и граничарски адвокат Андреј Берлић, а у Сиску трговци Сестић и Котур, док су у Кленку ову акцију водили агенти Првог дунавског паробродског друштва браћа Коста, Павле и Никола Томашевић.

У Петроварадину, Орешковићеви агенти били су поручник у пензији Коста Крстић и Митар Ковачевић, наредник Петроварадинског граничарског пешадијске пука бр. 9, који су (у октобру 1862. године) спремали да са око хиљаду петроварадинских војника насилно пробију кордон код Кленка (у Срему) и потом пређу у Србију.
У то време Добровољачки кор достигао је бројно стање од 3.000 бораца.

Кнежевина Србија је 1862. године основала два добровољачка корпуса: »граничарски« (у Ваљеву) и »бугарски« (у Алексинцу), а који је био познатији под називом – Прва бугарска легија (буг. Първа българска легия).
На челу поменуте Легије (састављене од Бугара и Срба) био је Георги Сава Раковски (1821–1867), коме је право име било – Сава Стојков Попович (буг. Съби Стойков Попович).
О Бугарима, Анте Орешковић још 1870. године говори следеће:

»Како у Босни Хрвати тако би у Старој Србији сметали Бугари србском уједињењу.«

По српском ратном плану, Граничарски кор(пус) би дејствовао у Босни, где би подигао народ на буну, а Бугарски кор(пус) би дигао буну у Бугарској (Румелијски и Видински пашалук).
За Ваљевски кор(пус) (граничари) биле су предвиђене војне операције у две колоне:

- Прва колона би прешла у Босну код Лознице, те би после дизања тамошњих Срба на устанак требало да има бројно стање до 20.000 људи, а наступала би према Херцеговини, где би се спојила са одредима војводе Луке Л. Вукаловића (1823-1873) и са војском Књажевине Црне Горе (1852-1910).[41]
- Друга колона (под Орешковићевом командом) требало је да се креће босанском Посавином, да би привукла петроварадинске, градиштанске и бродске граничаре. Ова друга колона требало би по плану да достигне бројну снагу од 10.000 до 15.000 људи, што би им омогућило да продру до Бањалуке, где би се реорганизовали и наоружали са оружјем (пушкама), које би граничарски официри из Градишке и Карловца тајно доставили.[41]

Интензитет војних активности не би био исти на истоку и на западу, односно док би на истоку преовладавао одбрамбени карактер ангажовања Бугарског кора, на западу је био предвиђен изразито офанзивни начин ангажовања Ваљевски кора, јер би он (уз помоћ Срба граничара Војне крајине) требало да заузме (на јуриш) Босански Нови, Бањалуку и Бихаћ, а одмах после ослобађања Травника, морао је ослободити и Сарајево, како је и било предвиђено у Орешковићевом „Ратном плану“ из 1861. године, који је већ у марту 1862. године одобрио и предложио српској влади (ориг. Високо Правительство Србско) професор Атанасије Николић (1803-1882), члан Бановог „Тајног одбора“ за српску пропагадну, након чега би влада (Кнежевине Србије) прогласила српским војводом Антонија Орешковића.
Српски ратни планови су пропали, јер су велике силе дипломатском интервенцијом онемогућиле заоштравање ситуације (шира ратна дејства), присиљавајући Турску да Србији да само ситне уступке, а због великог противљења Аустрије и Енглеске и њиховог утицаја на одлуке Канлиџке конференције (1862).
Обзиром да није дошло до озбиљнијих ратних дејстава са Турцима, Добровољачки кор је распуштен и једним делом уврштен у редовни састав војске, док је његов творац и командант, мајор Орешковић додељен Илији Гарашанину за специјалне војне и политичке послове, а као помоћник придодат му је бивши аустријски граничарски официр – Александар Вукобратић.
Реагујући на завист и страх власти у Кнежевини Србији, од образованих Срба придошлих из Аустрије, Орешковић отворено критикује и понашање матице српства (правећи паралеле са уједињењем Италије):

»У Пијемонту сваки Талијан налазио је заштите и помоћи; истина у Србији и Србин ће је наћи, али Србија неће да буде мајка праведна свим синовима, а она је често мачуха, што Пијемонт није био Талијанима. У Пијемонту сваки Талијан, ма одкуда дошао, сматрат је као раван рођеном Пијемонтезцу; није му требало молити да постигне права урођеника; чим је ступио на земљу Пијемонтеску, он је био међу равнима раван. Пијемонт је сабирао око себе најплеменитију снагу, сву интелигенцију талијанску, а Србија реко би да се тога, осим велике нужде, радо клони. Међу Србима с' ове и с' оне стране Саве још увјек се разлика чини, један је син домаћи, а други је странац, с' једним су сва права рођена, он је Аристократа, други их тек стећи мора, он је Плебејац. Рок од седам година потребан је Србину аустријском да у Србији задобије грађанска права, права је ругоба, политичка бесмислица.«

Окупљање утицајних и угледних родољуба
У Орешковићевој обавештајно-агентурној мрежи људи (носилаца тајних мисија српске владе) налазили су се и многи истакнути Срби 19. века: поп Богдан А. Зимоњић (1813-1909), херцеговачки хајдучки харамбаша и војвода (од 1862. године) Маринко Леовац (1818–1907), устанички војвода током „Херцеговачких устанка“ (период: 1852-1862) Лука Л. Вукаловић (1823-1873), политичар Илија Т. Гутеша (1825-1894), последњи лички хајдучки харамбаша Лазар-Лазо Д. Шкундрић (1825-1901), јеромонах Богољуб-Теофил Петрановић (1830-1887), архимандрит Нићифор Ј. Дучић (1832-1900), свештеник Василије-Васо Пелагић (1833-1899), генерал Ђорђе-Ђура С. Хорватовић (1835-1895), херцеговачки устанички војвода Михајло-Мићо Љубибратић (1839-1889), оснивач (16. октобра 1876. године) прве српске масонске ложе „Светлост Балкана“ (итал. Luce dei Balkani), политичар Никола-Нико Јокановић - Окан (18??-1874), историчар Милош С. Милојевић (1840-1897), генерал Драгутин-Карло Ф. Франасовић (1842-1914), и др.

Систематизовање метода развоја физичке снаге и издржљивости

Анте Орешковић је у склопу реформе српске војске био велики заговорник увођења организоване физичке обуке војника, која је први пут званично прописана „Пешадијским егзерцирним правилом“ (из 1866. године), а већ 1875. године штампан је „Упут за упражњавање гимнастике и телесно вежбање“, којим је био прописан начин и метод развијања издржљивости војника и њихове физичке снаге (гимнастика, телесно вежбање и вежбање с оружјем).

У одсуству њеног оснивача (због школовања у Бечу), Орешковић је подржао рад „Првог српског друштва за гимнастику и борење“ (1857-1864), у то време најзначајније (грађанске) школе гимнастике и мачевања у Београду, коју је основао познати српски сликар Стеван-Стева Ј. Тодоровић (зет његовог пријатеља Матије Бана).
Када Стева Тодоровић (као учитељ гимнастике и мачевања) са својим учеником, пуковником Хипократом-Владаном Ђ. Ђорђевићем (1844-1930) буде оснивао (26. децембар 1881. године) „Прво београдско друштво за гимнастику и борење“, Орешковић ће (заједно са Баном) опет подржати организован телесни развој српске омладине.
Један од следбеника овог Друштва, био је и Милутин Гр. Мишковић (1864-1934), који ће помоћи Тодоровићу да реализује национално-ослободилачке идеје свог таста Бана и пуковника Орешковића, обезбеђивањем директног уплива српске државе у оснивање соколских друштава (у оквиру српског националног корпуса), преко којих се потом веома успешно подизала национална свест Срба (под туђинском влашћу).
Од самог краја 19. века, па до првих деценија 20. века, оснивана су патриотска друштва Сокола и Побратима широм српског етничког простора.

Иза српске (полувојне) патриотске организације „Народне одбране“ (основане 1908. године), као кровног руководства „Солола“ и „Побратима“, стајала је Влада Краљевине Србије, а од 1908. године, за целокупни српски Соколски покрет биће посебно задужен управо Тодоровићев следбеник, генералштабни пуковник Милутин Мишковић.

Седиште „Савеза српског соколства“ налазило се „у истој згради“ у којој је била и њему надређена тајна владина организација „Народна одбрана“, што ће касније искористити аустроугарске окупационе власти (после Сарајевског атентата 1914. године), као разлог за гашење српских соколских организација на територији под њиховом контролом.

## Списак познатијих граничарских официра, које је Орешковић довео у Србију
Орешковићевом заслугом, из аустријске су у српску војску прешли (овде су побројани само истакнутији официри):
26. септембар 1862. године
- Адам Приљева (1832- после 1900) из Лике, са чином инжињеријског капетана II класе[61]

1. новембар 1862. године
- Ђура Хорватовић[62] (био је католичког верског опредељења[63]) из Лике, са чином капетана II класе
- Лазар Јовановић[64] (1828-1900) из Славоније, са чином капетана II класе
- Танасије Ћурчић[65] (1817-1902) из Бачке, са чином поручника (шајкашки официр)
- Коста Јанковић (1834-1892) из Ердеља, са чином потпоручника
- Јероним (Јароним/Јаромир) Шандор[66] (1839-1876) из Загреба, са чином потпоручника
- Антоније-Анта Н. Алексић[67] (1843-1893) из Баната, као питомац треће године у Немачко-банатски граничарски пук бр. 12
- Александар Протић (1838-1907) из Баната, са чином пешадијског потпоручника
- Гргур-Глиша Франић/Фрањић[68] (1828-1???) из Лике, са чином пешадијског потпоручника

19. април 1866. године
- Евгеније Калинић[69] (1839-1876) из Карловца, са чином капетана II класе

7. јул 1867. године
- Евгеније Гајиновић[70] (1838-1915) из Бачке, са чином потпоручника I класе[71]

8. фебруар 1868. године
- Благоје-Блаж Јурковић[48][69] (1838-1???) из Лике, са чином артиљеријског поручника

1. јануар 1870. године
- Димитрије-Дмитар/Митар Ковачевић (1832-1???) из Бачке, са чином пешадијског потпоручника
- Никола Работић[72] (1838-1???) из Лике, са чином пешадијског поручника
- Стеван Бинички[73] (1840-1903) из Лике, са чином инжењеријског поручника[74]

- Павле Јовин/Јовић[75] (1844-1???) из Бачке, са чином пешадијског потпоручника

## Криза италијанско-аустријских односа 1863—1866
Кнез Михаило, Гарашанин, Бан и Орешковић су сматрали да ће италијанско питање довести до рата Аустрије с једне стране и Француске и Италије са друге.
Ангажована у тешкој борби за западној граници (на Апенинском полуострву), Аустрија не би могла интервенисати на Балкану и спречити општи устанак хришћана против турског окупатора.
По плану српске владе људство из Војне крајине требало је у том случају да изврши два задатка: (1) да са својом побуном олакша посао италијанским снагама, и (2) да са масовним прелазом у Босну да помогну српску војну акцију.
Кнежевина Србије ни тада није предвиђала директни рат са Аустријом, свесна да би њене расположиве снаге једва покривали фронт са Турцима.
Италијанска влада је почела од 1960. године да врбује савезнике на Балкану, а рад на томе председник италијанске владе, гроф Камило Бенсо ди Кавур (1810-1861) поверио је мађарском емигранту (генералу) Иштвану Тиру (1825–1908).
Тир је као помоћник Ђузепе Гарибалдија (1807–1882) уживао велико поверење италијанског двора, а стекао је и јаке везе женидбом за једну рођаку Наполеона III (1808-1873), цара Француске (владао: 1852-1870).
У складу са повереном дужношћу, Тир је током 1861. године изнео италијанске војне предлоге Србији и Црној Гори.
Српска влада је одбила да прими обавезе које нису биле у складу са њеним планом општег хришћанског устанка, али је допустила Орешковићу да одржава везу са Тиром, односно са италијанском владом.
Италија је желела да саботира војне напоре Аустрије, кроз јужнословенско-мађарску диверзију у случају рата између Италије и Аустрије.
Орешковић је посебно заинтересовао Италијане са тезом о пресудној улози Војне крајине у том сукобу.
Он је затражио од Италије новчана средства за издржавање једне јаке тајне организације на том подручју, која би имала задатак да спречи одлазак 80.000 граничара на италијански фронт.
Генерал Тир је издејствовао тражену помоћ, која је достављана Орешковићу.
Устанак у Пољској јануара 1863. године, оживео је италијанске наде у скори шири европски сукоб.
Француска и Енглеска изразиле су спремност да помогну устанике.
Италија је очекивала да ће моћи да ово искористи ради заузимања још неослобођених делова Апенинског полуострва.
Италијански двор поново упућује предлог за сарадњу српској влади, која га овог пута није у потпуности одбацила.
У пролеће 1863. године Кнежевина Србија започиње са мањим војним припремама.
Граничари добровољци растурени по Србији 1862. године, добили су обавештење да буду спремни за акцију, а да им је зборно место Шабац.
Српски пароброд Делиград (са три шлепа) чекао је у Београду на наређење да оде по добровољце и да их потом превезе до Брчког.
Из Србије је послата преко Карловца у западну Босну чета Срба (раније одбеглих из Босне), под командом Јовице Ковачевића, која је од граничара требало да преузме оружје, а потом да пређе у Босанску крајину, да би подигла устанак.
Овај покушај није успео, јер су Аустријанци знали за контакте Италије и Србије, а и Енглеска је била на њиховој страни.
Турска је формацијски такође била ослоњена на Аустрију и размењивала је са овом информације, јер се прибојавала општесловенског устанка, као и Русије, чији су највећи савезници на Балкану били управо Срби.

На граници Босанске крајине, аустријске власти су ухватиле бившег граничарског официра Симу Приљева, кога је Гарашанин послао у Босну ради припреме устанка.
Орешковић је у склопу ових активности наставио сарадњу са Италијанима, јер је новембра 1863. године, послао поручника Вукобратића у Ријеку, да од Ивана Вончине (1827–1885), тамошњег поджупана (период: 1861-1868) затражи једну карту истарске и далматинске обале за припрему Гарибалдијевог искрцавања.
Италија је наставила да финансира Орешковићеву тајну агентурну мрежу, а он израђује (септембра 1864. године) за владу Италије један Мемоар (претставку), у коме је разматрана улога Војне крајине у евентуалном рату Италије и Аустрије.
Циљ овога рата било би распарчавање Хабзбуршке царевине, наметање јој рата на три фронта (италијански, граничарски и мађарски).
Орешковић је предвиђао једновремену побуну Мађарске, започињање рата Италије са Аустријом, и побуну у Војној крајини.
Са Италијом је договорио да се једна дивизија састављена од мађарске легије и италијанских добровољаца искрца на обали Далмације, те да преко ње обезбеди снабдевање граничара војним материјалом (пре свега брдском артиљеријом).
Армијски корпус Војне крајине оперисао би на фронту са Аустријом, као десно крило италијнске армије и одржавао би везу са Мађарском.
Појачања у људству Орешковић је очекивао из Босанске крајине, а Србија се (формално-правно) не би мешала у овај сукоб.

Орешковићев Мемоар се завршава упозорењем Италији, да мора пожурити са ратом, јер је подозрива и забринута Аустрија већ почела да из Војне крајине удаљује све официре, за које је сумњала да су присталице Србије.
У исто време вођени су разговори између Илије Гарашанина и грофа Стефана Сковаса, италијанског генералног конзула у Београду (период: 1861-1868) о условима под којим би Србија могла учествовати у будућем рату.
Конзул Сковасо је сматрао да Србија 1864. године, не може бити спремна за рат, јер би за обуку народне војске и њено опремање било потребно још бар три године, што је био и став генерала Миливоја Петровића - Блазнавца (1824-1873), министра војног (период: 1865-1868).
Гарашанин је тражио да се благовремено закључи уговор између Италије и Србије, којим би се јасно утврдиле међусобне обавезе и територијални добици.
На овај предлог Србије из Италије никада није стигао одговор, јер је крајем 1864. године у Италији дошло до смене владе, а нови премијер, генерал Алфонсо Фереро Ламармора (1804–1878) био је противник јужнословенско-мађарске диверзије аустријске царевине.
Нови премијер је прекинуо везе са мађарском емиграцијом и прекинуо је новчану помоћ Орешковићу, за његову агентурну мрежу у Војној крајини.
Антоније Орешковић је писао Тиру, да му је без средстава немогуће да одржава мрежу повереника на Балкану, те да је принуђен да задржи само најважније поверенике, као агентурну базу за неко будуће проширење антиаустријских активности.
Због љубавне авантуре поручника Вукобратића са једном Београђанком и скандала који се око тога направио, он је отпуштен из српске војске, а затим је (одбацујући понуђену му административну службу) из револта (незадовољан односом државе Србије према њему) пребегао у Турску и ставио им се на располагање.
Посредник (у целој ствари) је био Херман Гедел-Ланоа (1820–1892), аустријски генерални конзул у Београду (период: 1864-1866), који му је омогућио службу у Цариграду, уз услов да му ода агентурну мрежу Орешковића, тј. српске владе у Аустрији и Турској.
Део повереника српске владе је ухапшен, а други је морао бити после овог издајства склоњен на сигурно.
Колико је Орешковић ово озбиљно схватио, говори нам податак да на списку агената владе Србије из 1866. године, нема ни једног од оних који се појављују на ранијим списковима (између 1862. и 1864. године).

## Преговори Србије са Хрватима и припреме за ослобођење Босне и Херцеговине
Гарашанин је до јула 1848. године подржавао Људевита Гаја (1809-1872), творца илирског покрета, али однос између Хрвата и Срба средином 19. века био је од старта неискрен, о чему говори долазак (1846) Гаја у Београд, којом приликом је он (Гај) израђивао детаљан извештај (о стању у Србији) за бечки двор.

Гарашанин је све до јула 1848. године подржао Гаја.

Нешто пре доласка у Србију, Анте Орешковић је доставио (маја 1858. године) Гарашанину План за устанак Босни и Херцеговини (створила га је група од 45 граничарска официра).

Током августа 1866. године, учињени су први озбиљнији кораци Србије да се дође до споразума са Хрватима., а идеја Гарашанина, Бана и Орешковића је била да се у случају распада Аустријског царства, формира „Дунавска конфедерација“ (сем истог имена, она нема никакве везе са ранијом мађарском, тј. Кошутовом идејом), тј. држава јужних Словена (Срби, Хрвати и Бугари), али се свако, према својим интересима, односио према овој идеји:
- Српска династија Обреновића и тадашња Србија (пре свих Гарашанин), желела је да преко ње обнови Душаново царство[84], под својом доминацијом.
- Хрвати предвођени бискупом Јосипом Јурајем Штросмајером (1815-1905), вођом Народне странке желели су да се уз помоћ Срба домогну Краљевине Далмације, Босанске Крајине, па чак и Војводине (Срем, Банат, Бачка и Барања).
- Мађарска је гледала да овим пројектом плаши Беч, односно да од Хабзбурга испослује што бољи положај за себе, користећи и Србе и Хрвате, као средство за остварење својих великомађарских циљева.
- Бугари су подржавали ову идеју, јер их иста ослобађа од турског ропства.

Председник српске владе (Гарашанин) је наложио Антонију Орешковићу да посети бискупа Штросмајера, и предложи му „заједничку радњу“, на основу једне независне југословенске државе, што је бискуп и прихватио.
О исходу разговора са Хрватима, Орешковић је усмено обавестио Гарашанина, председника Министарског савета (владе) и министра Иностраних дела Србије, а потом је (у писаној форми) поднео извештај и српском кнезу.

Контакти су ишли и преко Андрије Т. Брлића (1826-1868), који је такође или контактирао Орешковића или владу Србије.

Усменим споразумом је утврђено да ће (заједнички) оба народа радити на ослобођењу Словена под Турском и Аустријом и затим уласку новоослобођених крајева у јединствену државу, која би потом правила одбрамбене савезе са суседним народима.
Чувени српски правник и дипломата, Јован А. Дучић (1871-1943), о тадашњем деловању Штросмајера говори следеће:
»Очевидно, Српство у Босни није имало опаснијег непријатеља него што је био шеф хрватског „југославизма“, бискуп Штросмајер, којег су примили без резерве врло мало учени србијански политичари, највише на реч наших Срба политичара из Хрватске, још најзбрканијих од свих наших јавних људи свога доба.«

Француска је сматрала да Гарашанин и Орешковић раде са Русијом на стварању велике православне државе на Балкану, што и није било без основа.
Илија Гарашанин је зазирао од идеја илиризма  и југославенства, јер је био за уједињење српства, а и оба покрета покренули су (Бечу веома блиски) Немци; први је створио Људевит Гај, коме је право име било – Лудвиг Гај, а други, Јурај Штросмајер, коме је право име било – Јозеф Штросмајер.
После успешног почетка устанка на Криту (1866–1869), и проблема турске да угуши тај релативно мали устанак (који је добио дипломатску подршку великих сила), српска влада је сматрала да и она треба на исти начин да подигне устак у још окупираним српским крајевима (пре свега у БиХ).
Устанак у БиХ се по Гарашанину и Орешковићу могао организовати без компромитовања Србије, а устаници би требало да сами поставе великим силама захтев да се на њих примени исто начело као и за Крићане.
Аустрија се тада уплашила могуће војне реакције Срба, јер је Хабзбуршка монархија тек изашла из рата и бојала се уласка кнеза Михаила у рат са Турском, што би готово сигурно значило и побуну Војне крајине.
Овакав став Аустрије, Гарашанину је саопштио лично Август Ленк фон Волфсберг (1821–1889), аустријски генерални конзул у Београду (период: 1866-1868).
Гарашанин је положај Аустрије 1866. године прокоментарисао овако:

»И мени се чини, да се Аустрија има право плашити за граничаре ако би ми противу Турске пошли. Нит би их они кадри били зауставити ни ми одбити.«
Николају Павловичу Шишкину (1830–1902), руском генералном конзулу у Београду (1863–1875), Гарашанин је саопштио српски ратни план за ослобађање БиХ (који је осмислио Орешковић), обавестивши га такође, да је о заједничкој акцији постигнут договор са хрватским бискупом Штросмајером (који представља Хрвате), као и да ће граничари из Војне крајине у знатном броју стати уз Србију.

Русија је подржала овај план Кнежевине Србије.
По Орешковићевом плану, од краја фебруара 1867. године, сарадња Хрватске и Војне границе представљала би важан допринос успешној српској војној акцији.
Хрвати су већ отворено писали у листу „Позор“ (орган Народне странке), да је српски кнез Михаило носилац југословенске идеје, те да њему припада иницијатива у раду на њеној реализацији.
Антоније Орешковић је предвидео да устанак у Босни и Херцеговини изазову чете које би истовремено упале у овај део Турске из Србије, Славоније, Хрватске, Далмације и Црне Горе.
Организовање и снабдевање чета изван Србије и Црне Горе било би препуштено посебним тајним одборима потчињеним „главним одборима“ (у Осијеку, Загребу и Макарској), а ови би били потчињени „централном врховном одбору“ у Београду.
Гарашанин је изменио део Орешковићевог плана везан за одборе ван Србији, и од три, свео их је на један (у Загребу).
Вођство хрватске Народне странке прихватило је Орешковићев план, а у току марта 1867. године постигнут је у Загребу и формални споразум са Народном странком који је предвиђао да ослобођење Босне треба да послужи већој акцији ослобођења Јужних Словена.
Следећи захтеве српске владе, Орешковић је у свом Плану устанка у Босни предвидео да ће се југословенски елементи (Срби и Хрвати) сукобити у заједничкој радњи, али и да ће се ипак научити на заједницу заједничким проливањем крви.
Највећи део списка повереника српске владе у Хрватској и Војној крајини из овог времена је сачуван, а обухвата све граничарске пукове, осим Петроварадинског пука (покривао га је Митар Ковачевић), а чине га имена осамдесет имена официра, учитеља, трговаца, свештеника и адвоката.
О упућености јужних Словена једних на друге, Орешковић није имао дилема, јер је њихову ситуацију посматрао кроз призму ондашњих геополитичких преламања интереса великих сила на Балкану, а о истом је говорио следеће:

»Федерализам у Аустрији не значи друго до равноправност народа, дакле и Славена са Немцима Мађарима, а постану ли Славени то, онда заиста и хрвацка Истра неће хтети под туђином остати, но ће се придружити и сајединити за троједном краљевином. А да се троједној краљевини присаједини и чест хрвацства турској припадајућа, шта више и сва Босна, то Аустрија, иде ли јој само у рачун ласно ће произвести моћи. Она би уступила Русији источну Галицију, то јест одпустила би из своје потчињености Русине, па Русија тешко да би се противила да Аустрија штетом Турске накнаду себи нађе. Оваква могућност није далека, а може постати фактом, ако јужни Славени хранећи фанатично и даље свој ексклузивитет, Русији одузму могућност да се за њих старати и њих помагати може јер док Славени, и свако племе понаособ само за свој интерес се брине, Руси не би паметно радили, кад се они једини не би за свој чисто руски интерес старали.«
Ратне планове у Београду, у којима се увек рачуна на подршку устаничких и хајдучких вођа у околним српским покрајинама, правили су углавном Матија Бан,
Антоније Орешковић, Нико Јокановић, звани Окан и Херцеговац Мићо Љубибратић (рођак Окана).
У опширном Плану из 1868. године о организовању и подизању устанка у Босни и Херцеговини Окан је предвиђао да се у питањима Херцеговине мора остварити тесна сарадња са Николом Петровићем Његошем (1840-1921), књазом Црне Горе (владао: 1860-1910).

У тачки 11. овога Плана (из 1868. године), изнет је део операција који се тицао пљеваљског краја.

Планом је било предвиђено да из Србије, код Мокре Горе границу пређе „јака чета од 600 момака“, од које половина да пређе Дрину испод Вишеграда, па главним друмом да продире пут Рогатице и Мокрог ка Сарајеву, успут дижући народ; друга половина обишавши Вишеград, такође, требало би да пређе Лим, узбуни пљеваљску и чајничку нахију, и, ако узмогне, што пре пређе Дрину код Горажда, заузме ову варошицу и сјединивши се у Рањену с Херцеговцима наступа даље ка Сарајеву.

Нико Окан даље наводи:  „Уз ове чете да се придодаду врло познати јунак Маринко Леовац и врло ваљани поп Јосиф.“
У измењеном Плану, који је Окан доставио намеснику Јовану Ристићу августа 1870. године, предвидео је да се део одреда, који ће оперисати у правцу Горажда, повећа на око 1000 војника лаке пешадије.

Међу главним људима националног рада у Босни и Херцеговини, који су одржавали везе са Намесништвом у Београду (пре свега са Јованом Ристићем), били су архимандрит Нићифор Дучић, угледни трговац и родољуб Никола-Нико Јовановић - Окан, свештеник Богољуб (Теофил) Петрановић, учитељ Васо Пелагић, архимандрит (каснији митрополит) Сава К. Косановић (1839-1903), устанички војвода Михајло Љубибратић, и још неколико њихових сарадника.
Петрановић је септембра 1869. године протеран из Сарајева, а при одласку из Босне предао је архимандриту Сави Косановићу „тајну буквицу“ којом се служио у преписци са Антом Орешковићем и Ником Јокановићем.

## Покушај сарадње са Пруском
Припремајући дипломатски терен за српско-турски рат, Орешковић је 1867. године водио са Феликсом Јозефом Лауберауом (1837–1917), пруским генералним конзулом у Београду (период: 1863-1867), преговоре о српско-хрватској буни у случају да дође до новог рата између Аустроугарске монархије (1867-1918) и Пруске краљевине (1701-1918).
Остварљивост босанске акције учинила се српској влади још већа, када је у Београд стигао потпуковник Паул Карл Антон фон Кренски (1827–1885), а који се ту нашао по наређењу које је му је издао лично Ото Едуард Леополд фон Бизмарк-Шенхаузен (1815-1898), премијер Пруске (мандат: 1862-1873).
Он је саопштио Орешковићу (на кога га је упутио генерал Тир) да ће доћи до рата са Аустријом у току 1868. године, те да због тога Пруска гледа на Србију као на природног савезника.
Пошто је обавештен да Србија спрема устанак у БиХ, који би могао да произведе дестабилизацију и распад Аустријског царства (које је Пруска желела да апсорбује) пруски емисар је саветовао српској влади да се уздржи од било какве акције, пошто је иста очигледно била против интереса немачког народа.
Бизмарк је Србију желео да држи само као резерву (ако му нешто на фронту крене по злу), пошто је страховао од реакције Француске и нарочито Русије.

Пруска није имала искрен однос према влади Гарашанина, тј. није је искрено желела у рату, као што није желела ни да се распарчава Аустријско царство, пошто је њен циљ било његово присаједињење Немачкој држави (коју ће формирати Пруси).

Гроф Ернст Јохан фон Шакелберг (1813–1870), руски амбасадор у Бечу, иначе по националности Немац, сматрао је (као и конзул Шишкин), да Гарашанин има претеране наде у граничарски војни кадар, али је он и отворено омаловажавао суберзивне активности Орешковића у Војној крајини, понашајући се готово као дипломата Аустрије.
Од половине јануара, аустријској влади су стизали извештаји да Србија спрема устанак међу балканским хришћанима, као и да се у том циљу врше припреме и у Војној крајини.
Ови извештаји аустријске обавештајне службе за период јануар-март 1867. године препуни су дојава о кретању српских агената по Босни и Херцеговини, Хрватској и Војној крајини, а у њима се често помиње и име Антонија Орешковића.
Аустрија је била веома забринута тим вестима, које им је потврдила и француска влада (као савезник Турске и противник Русије), услед чега су се Фридрих Фердинанд фон Бајст (1809-1886), министар спољних послова Аустрије (период; 1866-1867) и Ђула Андраши (1823–1890), председник владе Краљевине Мађарске (мандат: 1867-1871), договорили да пошаљу кнезу Михаилу његовог пријатеља, грофа Едмунда Зичија (1811–1894), који би му изнео неслагање Беча са поступцима Србије на аустријском тлу, али и да би из прве руке сазнали за стварне намере српског династа по питању БиХ.
С обзиром на међународне околности и дипломатске притиске (иза којих је стојала Аустрија), Србија је морала да одложи устанак у БиХ, али је зато Орешковић наставио са припремама за његову организацију, док је Аустрија да би умирила (и донекле задовољила) ратоборну Србију, издејствовала код Порте, да се напусте утврђења која је Турска још држала у Србији (Београд, Шабац, Смедерево и Кладово).

Кнез Михаило путовао је u априлу 1867. године у Цариград, где му је Абдул Азиз (1830-1876), султан Турске (владао: 1861-1876) уручио Ферман о уступању градова у Србији „на чување“.

Предаја Београдске тврђаве извршена је у четвртак 18. априла 1867. године.

Када је кнез Михајло убијен у атентату (10. јуна 1868. године), Анте Орешковић је пао у очај, јер је знао да је његов животни пројекат (са тим чином) пропао.

## Дипломатска мисија у Дубровнику и Цетињу пред Бокељски устанак (1869)
У склопу припрема за организацију устанка у Босни и Херцеговини, Орешковић је током маја 1869. године посетио бискупа Штросмајера (он је био свестан планова Беча за окупацију БиХ) у Загребу, а потом се упутио у Краљевину Далмацију (1815-1918), тачније у Дубровник, где га је (по препоруци Матије Бана) дочекао његов сународник, угледни дубровачки властелин Медо М. Пуцић (1821-1882), кнез од Загорја и вођа Срба католика у граду под Срђем.
Пуцић га упознаје са Александром Семјоновичем Јонином (1837–1900), руским генералним конзулом у Дубровнику (период: 1868-1878), кога српски пуковник детаљно упознаје са својим активностима и плановима.
Из Дубровника, Орешковић одлази на Цетиње, где се сусреће са Николом Петровићем Његошем, књазом Црне Горе.
Мада је Анте Орешковић био држављанин Кнежевине Србије (још од 1868. године), и без обзира што је одлазио на састанак у Подгорицу не само на захтев Руса, већ и по налогу Блазнавца, он се (као Србин католик) нашао под оштром критиком Стјепана Митрова Љубише (1824-1878), а уједно (због исте ствари) и под критиком хрватског националисте Еугена Кватерника (1825-1871), који га чак назива »креатуром која сједи међу Београдом и Бечом«.
Аустроугарска је због овога сазнања одмах по избијању устанка у Кривошијама тражила од Турске да јој дозволи да затвори границу Боке са Херцеговином, али су Турци то одбили, уз довођење сопствених трупа на границу, како се не би устанак ка њима прелио.
Орешковићеве планове по којима је ослобођење Босне и Херцеговине требало да крене са побуном Војне крајине (која је директно била подређена Бечу) доведена је у питање дипломатском акцијом Хабзбурга, која је кулминирала Аустро-угарском нагодбом (1867), јер је сада граничарима запретило »развојачење«, односно укидање Војне крајине и њено потчињавање Мађарској.
Антонију се журило, јер је Аустрија овим потезом желела да се реши нелојалне Крајине, од које је Беч страховао током Аустријско-пруског рата 1866. године, али и током „Бокељског устанка у Кривошијама“ (Кривошијама, Грбљу и пограничним пределима ка Црној Гори) од 7. октобра 1869. до 11. јануара 1870. године.

Овај последњи догађај представљао је војну катастрофу, јер пет аустроугарских пукова и два ловачка батаљона нису успела да угуше српски устанак (од 1.500 до 1.800 бораца) у Кривошијама.
У овој неуспешној војној интервенцији учествовали су:
- Карантански пешадијски пук бр. 7
- Далматински пешадијски пук бр. 22
- Мађарски пешадијски пук бр. 44
- Мађарски пешадијски пук бр. 48
- Мађарски Пешадијски пук бр. 52
- Карантански ловачки батаљон бр. 8
- Штајерски ловачки батаљон бр. 9

Поред наведених војних јединица у овој неуспешној војној интервенцији учествовала су и четири брода аустроугарске ратне морнарице („Taurus“, „Santa Lucija“, „Kreka“ и „Reka“).
Да би дошло до мира, аустроугарске власти су биле принуђене да ангажују истакнуте Србе (у војсци и политици) тадашње Далмације, па су, у складу са тим, ангажовани генерал Гаврило Ј. Родић (1812-1890) који је 30. децембра 1869. године стигао у Котор и овде већ помињани Стјепан Митров Љубиша, политичар родом
из Паштровића.
Бенјамин фон Калај (1839-1903), аустроугарски генерални конзул у Београду (период: 1869-1875) пишући извештај Бајсту (министру спољних послова у Бечу), изразио је сумњу у умешаност Србије у „Устанак у Кривошијама“, па том приликом помиње и могућност да се »запали« и Босна и Херцеговина, и по њему, Србија се онда не би могла уздржати од војне интервенције, а за њом би се (како наводи) покренула и Војна граница.
У обавештајним круговима Аустроугарске се посебно обраћа пажња на активности Орешковића, који је био умешан у поменути устанак, а страх од реализације његових планова натерао је Беч да брзо направи (по царство понижавајући) мировни споразум са устаницима у Боки.
Иза живих активности Штросмајера и Орешковића, које су претходиле Устанку у Кривошијама, није стојала званична Србија (како је мислио Беч), већ Русија.
Када је Штросмајер посетио Београд (октобра 1868. године), руски конзул Шишкин му је посебно нагласио да за њихове договоре не сме да зна Аустрија, али ни намесништво у Београду.

## Национална борба за Бачко-банатску границу
Свестан утицаја на Србе, који се налазе на аустријској територији, односно њиховој подложности манипулацијама бечког двора, Орешковић их оштро критикује:

»Мјесто да се прикупљају око природног средоточја, да теже за што већом заједницом они стављају природном средоточју, Београду, Нови Сад на супрот! Мјесто у Београду да све силе концентришу у једну сврху за једну цјел, они мисле да из Новог Сада могу руководити србство, из Новог Сада потчињеног туђину, у коме и сами животаре. Мјесто да својим радом Београд подупиру, видимо их често некад с рачуном а некад из кратковидости где се упињу да настојавања Београда односно Србије паралишу. Мјесто да увиде своје невољно стање, а далеко срећније Београда, овоме дакле да уступају првенство, својевољно да му се подвргавају, они раде самовољно, неће да слушају, хоће да заповедају, ради би бити први а не стајати за свој народ на расположењу.«

Аустроугарска војна команда је била узнемирена националним покретом Срба у Војној крајини (која се граничила са Србијом), па је тако 1867. године, Министар војни издао наређење командантима у Загребу и Темишвару да предузму потребне мере ради надзора свега у Војној граници што је могло бити у вези са Скупштином свих српских омладинских удружења које је 18. августа 1867. године заказана у Београду.
Команданту у Темишвару је наложено да пошаље „поуздана лица“ (агенте), који ће мотрити на српске студенте »а нарочито у погледу њиховог одношења према Војној граници«, те да извештаје о овоме подносе Генералној команди.

С друге стране, у Србији је свака ондашња акција мађарске владе која се односила на Србе у Аустроугарској сматрана непријатељском.

За Бачко-банатску границу Хабзбургшки двор је придвиђао (1869) да се утопи у Мађарску, али је уједно пратио веома развијену комуникацију између Антонија Орешковића и Аврама-Светозара С. Милетића (1826-1901) преко посредника (адвокат Сојић из Земуна) и њихову политичко-националну агитацију (на простору Војводине) против прикључења Војне границе Мађарској.
Тадашње мађарско вођство је после присаједињења Хрватске, желело даље ширење на Војну крајину и Краљевину Далмацију, а потом и на оне земље чије су заставе ношене (8. јуна 1867. године), као део историјских покрајина мађарске круне у току крунисања (мађарском „Светом Круном“) Франца Јозефа I (1830-1916) за краља »земаља Светог Стефана« у Цркви „Св. Матије“ (мађ. Mátyás-templom) у Будиму, када су на симболичан начин показане (отворене) анексионе аспирације ка Србији, Босни и Бугарској.
Беч, који је имао исте планове као и Мађари, пред српским намесништвом је представљао себе као забринуту страну, те је преко пуковника Орешковића затражио да се поведу преговори око заједничних интересних питања.

Орешковић је још марта 1870. године, послао намеснику Јовану Ристићу (1831-1899) извештај о разговорима које је водио у Бечу са члановима аустријске владе, али се Ристић прибојавао да са њим сарађује (сматрао га је Гарашаниновим човеком).
У другој половини исте године и Ђула Андраши тражи споразум са Србима, нудећи српској кнежевини један део Босне (без Босанске Крајине) и Старе Србије, али је одмах по престанку Пруско-француског рата одустао од ове понуде, што доводи у сумњу његову искреност.

Андраши је наставио преговоре само са Хрватима, али је исте водио и даље преко Орешковића , пошто је тема преговора било припајање Војне крајине Мађарској, што је и самог Антонија јако занимало (судбина граничара).

Руски дипломатски кругови су сматрали да он води преговоре у име намесника, а истог мишљења је била и Уједињена омладина српска, која је кривила Блазнавца што „шурује са непоузданим Мађарима, тлачитељима прекосавских Срба“.
Намесништво се покушавало оправдати пред Русима, преко генерала Николаја Павловича Игњатијева (1832–1908), амбасадора Руске империје у Цариграду (период: 1864-1877), невешто пребацујући кривицу (за своју аустрофилску политику) на Орешковића (деценијског непријатеља Хабзбурга), а што се види из писма које је Ристић упутио Филип Христић|Филипу Христићу (1819–1905), заступнику Кнежевине Србије у Цариграду.

У тим тренуцима, намесништву је пријатељство са Мађарима, постајало све већи терет, па су одлучили да направе заокрет у спољној политици, пре свега ка Русији и Пруској, које су (после француског пораза у рату са Прусима), постале најважније силе за решавање „источног питања“ (судбине Балкана).

Пуковник Орешковић је управо од Беча доживео тежак ударац у својим покушајима да очува Војну границу, јер је 8. јуна 1871. године, цар Франц Јозеф I, објавио царски рескрипт (царска наредба) о развојачењу ђурђевске и крижевачке пуковније и о увођењу реформи у осталим деловима Војне крајине, којима се ова дели на два дела и потчињава Мађарској (у финансијском смислу), а на следећи начин.

Генерална команда у Загребу:

- Хрватско-славонски део војне границе
- Петроварадинска пуковнија
- Слободни војни комунитети: Земун, Карловци и Петроварадин

Генерална команда у Темишвару:

- Банатска граница
- Шајкашки батаљон

Овакав развој ситуације око Војне крајине озбиљно је довео у питање остварење плана Орешковића, о ослобођењу Босне и Херцеговине од турског јарма, кориштењем побуне »граничара« (против двора у Бечу).

Светозар Милетић је такође био револтиран овим царским рескриптом па у чланку „Решење о војничкој крајини“ (Застава, 16./28. јун 1871. године у Новом Саду) каже:

»Ми смо давно казали, да Мађари употребљавају владатељски скиптар за буздован, којим друге народе по глави туку...«

Промена политике намесништва била је све видљивија, поготово после повратка у Београд српског официра Ђуре Хорватовића (Орешковићевог човека) са путовања (лето 1871. године) по Војној крајини, јер је он потом, у српској престоници одштампао брошуру „Граничари и царски рескрипт“, која је била пуна тешких напада на аустроугарског цара, бечки двор и нарочито Мађаре.
По наређењу министра Бајста, аустроугарски конзул Калај је тражио од српске владе забрану растурања ове брошуре, али није у томе успео.
Штампање и растурање у Аустроугарској, апела Митра Ковачевића (Орешковићевог ађутанта) граничарима Војне крајине, као и нешто ранија Хорватовићева брошура, убрзали су планове бечког двора да укине све опаснију „Границу“, па је тако већ 1873. године укинут бачко-банатски део границе, а остатак је престао да постоји 1881. године.

## Дипломатски контакти
Током свог дипломатског рада, Антоније Орешковић је комуницирао са бројним страним политичарима и дипломатама, међу којима се истичу: Александар Михаилович Горчаков (1798–1883), Ђузепе Гарибалди (1807-1882), Наполеон III (1808-1873), Фридрих фон Бајст (1809–1886), Камило Бенсо ди Кавур (1810-1861), Едмунд Зачи (1811–1894), Ернест Јохан фон Штакелберг (1813–1870), Ото фон Бизмарк (1815-1898), Адолф-Франсоа де Ботмилијо (1817–1892), Бернар Дезесар (1818–1900), Георг Розен (1820–1891), Херман Гедел-Ланоа (1820–1892), Ђерђ Клапка (1820–1892), Август Ленк фон Волфсберг (1821–1889), Иван Сергејевич Аксаков (1823–1886), Ђула Андраши (1823–1890), Рудолф Боровичка фон Темау (1823–1898), Иштван Тир (1825–1908), Паул фон Кренски (1827–1885), Рихард Клеменс фон Метерних (1829–1895), Николај Павлович Шишкин (1830–1902), Александар Семјонович Јонин (1837–1900), Феликс Јозеф Лауберау (1837–1917), Бенјамин фон Калај (1839-1903), итд.

## Српско-турски ратови 1876. и 1877—1878. године
Кнежевина Србија је имала детаљно разрађен план за организовање административно-управне власти на новоослобођеним територијама што се види из документа познатог као – „Извештај Антонија Орешковића о спреми Србије за рат 1875“, а у коме је било разрађено (као предлог), разграничење између »Врховне управе« (војне власти) и »Помоћне управе« (административно-цивилне власти), које су биле предвиђене на српском етничком простору ослобођеном од турске окупације.

Пошто је 11. јануара 1878. године ослобођен град Ниш од Турака, односно пошто је рођени Нишлија, Тодор П. Станковић (1852-1925), таборник Милоша Милојевића поставио заставу над самим главним улазом у Нишку тврђаву (12. јануара 1878. године) почело се са припремама прославе ослобођења града, који је претходних пет векова робовао Турцима.

Српски кнез Милан Обреновић је 15. јануара 1878. године, уз бурне поздраве свештенства и народа, у свечаној поворци ушао у Тврђаву (коју су Срби одавно прижељкивали).

Овом приликом одликовани су многи хероји овог рата, а између осталих међу њима су се нашли:

- Јован П. Белимарковић (1827-1906), генерал и командант Шумадијског кора (1. и 2. шумадијска дивизија)
- Милојко Р. Јовановић - Лешјанин (1830-1896), ђенералштабни пуковник (командујући штабски официр) и командант Моравског кора (Моравска и Ибарска дивизија)
- Љубомир Ивановић (1836-1879), ђенералштабни пуковник (командујући штабски официр) и командант 2. шумадијске дивизије (десно крило Шумадијског кора)
- Константин-Коста Л. Бучовић (1836-1881), пешадиски пуковник (командујући штабски официр) и командант Смедеревске бригаде 1. шумадијске дивизије (део Шумадијског кора)
- Петар М. Топаловић (1840-1891), потпуковник (командујући штабски официр) и командант Дунавске дивизије Тимочког кора (Пожаревачка и Браничевска бригада I класе)
- Антоније В. Орешковић (1829-1906), пуковник (командујући штабски официр) командант Моравске дивизије Моравског кора (1. дивизија Моравског кора: Алексиначка, Јагодинска и Ћупријска бригада I класе)
- Алимпије М. Васиљевић (1831-1911), члан владе при Врховној команди
- Степан И. Степановић - Степа (1856-1929), потпоручник и командант корпусне побочнице Шумадијског кора (корпуса)

## Потомство
Антоније Орешковић је оженио је Драгу Рајевић (ћерку Цветка Рајовића и Милице Илић), а од деце је имао два сина и две ћерке:

- Боривоје-Бора Орешковић (није се женио)
- Милица-Мица Орешковић (удала се за Михаила-Мишу К. Цукића)
- Милан Орешковић (оженио је Милицу Ђукановић)
- Ружица-Ружа Орешковић (није се удавала)

Боривоје А. Орешковић (4. март 1871—28. мај 1949) је био секретар Апелационог суда у Београду, а потом познати београдски адвокат и правни заступник краљице Наталије Обреновић, па је зато и управљао њеном имовином.

Милица Орешковић (20. септембар 1876—21. октобар 1907.) је имала ћерку Наталију (такође је била дворска дама краљице Наталије) из брака са Михаилом К. Цукићем (1860–1928), начелником Министарства иностраних дела.

У Београд је са краљицом Наталијом дошла на дуже 1895, затим још једном 1897. године.

Када је после другог протеривања из Србије (од стране Обреновића) краљица Наталија прешла у католичку веру марта 1902. године у једној скромној болничкој цркви у Берку (на северозападу Француске), а исто су ово (уз њу) учиниле и сестре Орешковић (које су јој биле потпуно одане).

Живела је у вили „Сашино“ (фр. Villa de Sachino / Palais de Sachino / Château Sachino) у приморском баскијском градићу Бјарицу у југозападној Француској.

После 1903. године, Мица је напустила Србију и све до своје смрти (1907) живела је у Паризу уз краљицу Наталију.

Попут своје пријатељице бивше српске краљице и Милица је умрла као калуђерица у манастиру „Богородице Марије“ (фр. Notre-Dame de Sion), поред Луксембуршког парка (фр. Jardin du Luxembourg) у Паризу.

Антоније В. Орешковић и историчар Милош С. Милојевић били су у родбинским односима преко породице Цукић, пошто је Милојевићева жена била тетка мужу Милице Орешковић (Антине старије ћерке), односно она се удала за братића Милојевићеве прве жене.

Милан А. Орешковић (13. мај 1880—27. јануар 1956.), познати српски агроном, имао је са женом Милицом двоје деце:

- Мирослав Орешковић
- Ружица Орешковић (удала се за Радивоја С. Савића)

Ружица Орешковић (18??-1959) је била као и њена сестра дворска дама краљице Наталије.

Када се Наталија замонашила (1903), она се није повукла у монашку ћелију (келију), него у мали павиљон (у оквиру манастира), у којем је имала салон и трпезарију.

У салону је 38 година примала посете, из свог ранијег српског друштва у Француској.

У павиљону ју је „чувала“ Ружина старија сестра, Мица (Орешковић) Цукић, а када је она умрла (1907), заменила ју је Ружа Орешковић, дошавши из Београда.

Ружа Орешковић је до последњег часа остала уз краљицу.

Након краљичине смрти (8. маја 1941. године), Ружа се враћа у Србију, и живи у смедеревској вили, некадашњем краљевском летњиковцу (поседима којима је управљао њен брат).

После убиства Александра М. Теодоровића Обреновића (1876-1903), краља Србије (владао: 1889-1903) и краљице Драге (Луњевица) Машин (1864-1903), као једина наследница имовине династије Обреновић, бивша краљица Наталија дарује пуковнику Антонију Орешковићу вилу „Златни брег“, познатију у Смедереву као „Краљев виноград“ (летњиковац Обреновића).

Породична гробница породице Орешковић у којој почивају Антоније Орешковић и његови потомци, налази се на Новом гробљу у Београду – Парцела 11/39.

Потомци пуковника Антонија Орешковића (наследници Ружице Савић) и данас живе у Београду.

## Породични архивски фондови
Историјски архив Шумадије (Породични и лични архивски фондови) у Крагујевцу поседује у својим депоима архивску грађу о Антонију Орешковићу, под називом: „ОРЕШКОВИЋ АНТОНИЈЕ - БЕОГРАД (1862-1899)“ (кут. 1 : 0.10 АИ.).
Фонд није обрађен (и није сачуван у целини), већ је само извршена класификација докумената.

Грађа обухвата период 1862-1899, 1 кут. докумената.
Подељен је на групе:
- Лична документа 1862-1895
- Имовинско правна документа 1862-1882
- Документа делатности 1862-1899
- Преписка 1862-1899
- Грађа сродника 1870-1896

У фонду се налази: преписка између утицајних људи у Србији и Орешковића око преласка војних лица из аустријске у српску војску, документа која говоре о везама Србије са другим југословенским земљама, Штросмајерова писма упућена Орешковићу, писма приватног карактера, службена преписка Орешковића са званичним личностима у Србији, молбе за решавање пензије и др.
Ружица Савић, ћерка Милана Орешковића (Антонијевог најстаријег сина) дала је Државном архиву Србије (Архиву Србије) део документације везане за породицу Орешковић, тј. збирке обележене скраћеницама »Арх Обр« (Архив династије Обреновић), »Хар А О« (Хартије Антонија Орешковића) и »Хар Ц Р« (Хартије Цветка Рајовића).

## Дела
- „Славенска задруга“ (1872)
- „Железничко питање“ (1873)
- „Мало више светлости поводом брошуре »Књаз Михаило и заједничка радња балканских народа«“ (1895)
- „Да смо једном на чисто“ (1898)